# Peras imposuit Iuppiter nobis duas
La locuzione latina Peras imposuit Iuppiter nobis duas, tradotta letteralmente, significa Giove ci diede due bisacce (Fedro).
Le due bisacce assegnateci da Giove sono quella dei vizi altrui, che portiamo dinanzi, sempre bene in vista, e quella dei nostri difetti, che portiamo invece nascosta sulla schiena.
Anche il Vangelo ci invita a vedere la trave nel nostro occhio piuttosto che il pelo nell'occhio altrui.